# Justice Smith

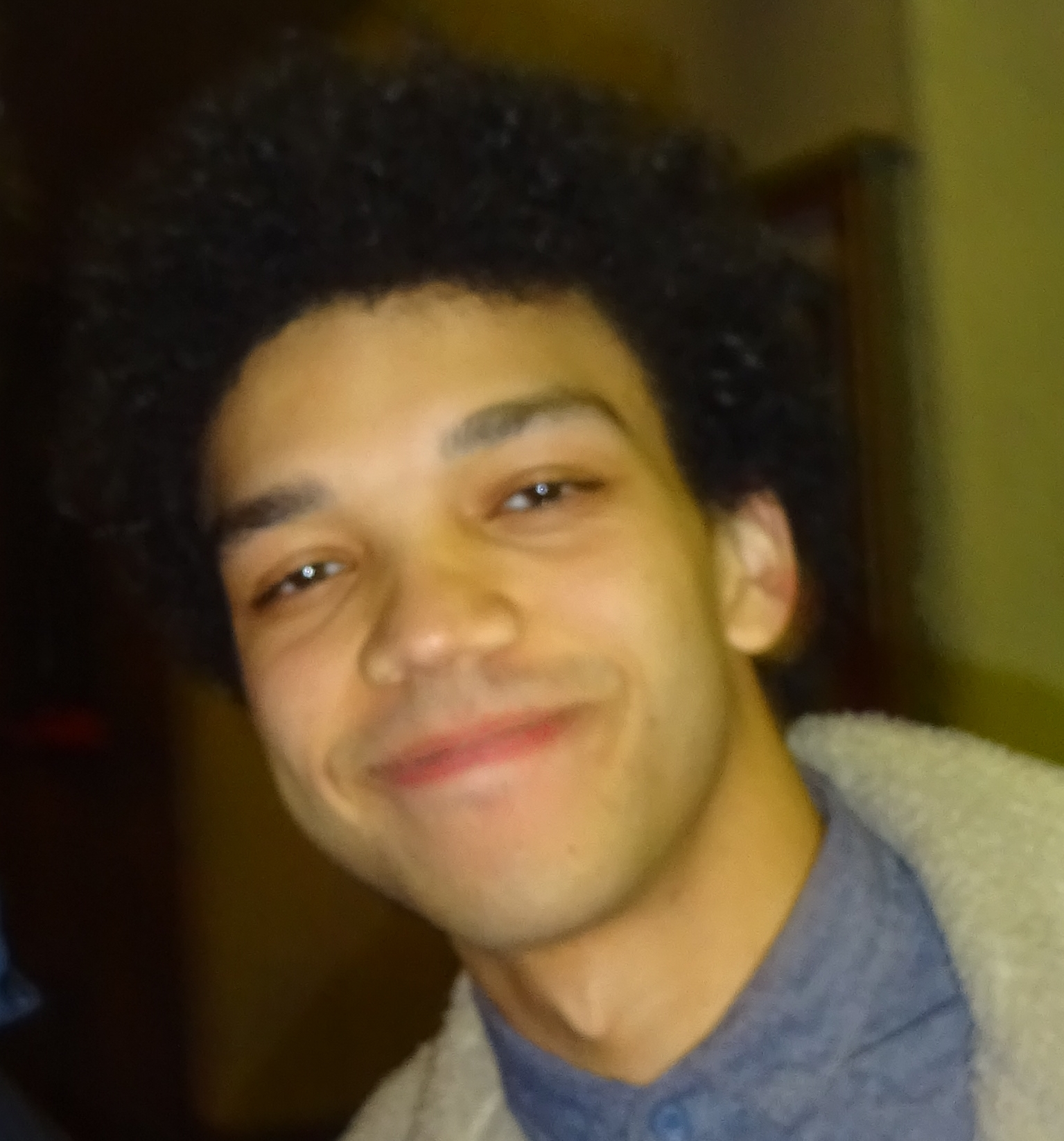
Justice Smith (2017)

Justice Elio Smith (* 9. August 1995 in Los Angeles, Kalifornien) ist ein US-amerikanischer Schauspieler. Bekannt wurde er vor allem durch die Rolle des Ezekiel Figuero in der Netflix-Serie The Get Down. Im Erfolgsfilm Dungeons & Dragons: Ehre unter Dieben (2023) spielte er den Zauberer Simon Aumar.

## Leben
Smith wurde 1995 in Los Angeles, Kalifornien, als Sohn eines afroamerikanischen Vaters und einer Mutter italienischer und frankokanadischer Abstammung geboren. Er hat acht Geschwister. Smith absolvierte die Orange County School of the Arts im Jahr 2013 und trat in einigen Theatershows rund um Orange County auf.
Im Jahr 2014 trat Smith in Nickelodeons Superhelden-Comedy-Serie Die Thundermans auf und spielte Angus in zwei Episoden. Er hatte außerdem Auftritte in der HBO-Dokumentationsreihe Masterclass und Vlogbrothers. 2015 hatte Smith eine Nebenrolle als Marcus „Radar“ Lincoln in Margos Spuren.
Im Jahr 2016 hatte Smith mit der Hauptrolle des Ezekiel Figuero in der Netflix-Musikdrama-Serie The Get Down seinen Durchbruch. Die Serie lief von August 2016 bis April 2017 und wurde wegen der hohen Produktionskosten nicht fortgesetzt. Im Jahr 2017 wurde Smith vom Magazin Forbes auf ihrer 30-unter-30-Liste aufgeführt.
Smith trat auch in New York an der Seite von Lucas Hedges in der Off-Broadway-Bühneninszenierung von Yen von der Dramatikerin Anna Jordan auf. Die Produktion lief ab Januar 2017 im Lucille Lortel Theatre und endete am 4. März 2017.
Im Februar 2018 spielte Smith in Letztendlich sind wir dem Universum egal Justin, Freund der Hauptfigur Rhiannon. Einige Monate später, im Juni 2018, spielte er eine tragende Rolle in dem Science-Fiction-Film Jurassic World: Das gefallene Königreich. Für diese Rolle erhielt er eine Nominierung für die Goldene Himbeere als Schlechter Nebendarsteller. Für die 2021 geplante Fortsetzung wird er erneut dieselbe Rolle spielen.
2019 spielte Smith die Hauptrolle in Pokémon: Meisterdetektiv Pikachu, einem Live-Action-Film, der auf dem gleichnamigen Videospiel basiert. Im September 2019 wurde bekannt, dass Smith eine Hauptrolle in der neuen HBO-Max-Serie Generation spielen wird, die von Lena Dunham produziert werden soll.
2020 erschien sein Film All die verdammt perfekten Tage, wo er an der Seite von Elle Fanning die männliche Hauptrolle spielte.
Im Sommer 2025 wurde Smith Mitglied der Academy of Motion Picture Arts and Sciences.
Smiths aktueller deutscher Synchronsprecher ist Marco Eßer.

## Persönliches
Im Rahmen einer Protestaktion zum Tod von George Floyd Anfang Juni 2020 hat Smith sich als queer geoutet und Fotos mit seinem Partner, dem Schauspieler Nicholas L. Ashe, gezeigt.

## Filmografie
- 2012: Trigger Finger
- 2014–2015: Die Thundermans (The Thundermans, Fernsehserie, 2 Folgen)
- 2015: Margos Spuren (Paper  Towns)
- 2016: An Exploration in Blue (Kurzfilm)
- 2016–2017: The Get Down (Fernsehserie, 11 Folgen)
- 2018: Letztendlich sind wir dem Universum egal (Every Day)
- 2018: Jurassic World: Das gefallene Königreich (Jurassic World: Fallen Kingdom)
- 2019: Pokémon Meisterdetektiv Pikachu (Pokémon: Detective Pikachu)
- 2019: Drunk History (Fernsehserie, Folge 6x16)
- 2020: All die verdammt perfekten Tage (All the Bright Places)
- 2021: Generation (Fernsehserie, 8 Folgen)
- 2021: The Voyeurs
- 2021: Ron läuft schief (Ron’s Gone Wrong, Stimme von Mark Weidell)
- 2022: Jurassic World: Ein neues Zeitalter (Jurassic World Dominion)
- 2023: Sharper
- 2023: Dungeons & Dragons: Ehre unter Dieben (Dungeons & Dragons: Honor Among Thieves)
- 2024: I Saw the TV Glow
- 2024: The American Society of Magical Negroes

## Videospiele
- 2022: The Quarry (Rolle des Ryan Erzahler)